# Sulaskatstare
Sulaskatstare (Streptocitta albertinae) är en fågel i familjen starar inom ordningen tättingar.

## Utbredning och systematik
Fågeln förekommer enbart på indonesiska Sulaöarna, (Taliabu och Mangole). Den behandlas som monotypisk, det vill säga att den inte delas in i några underarter.

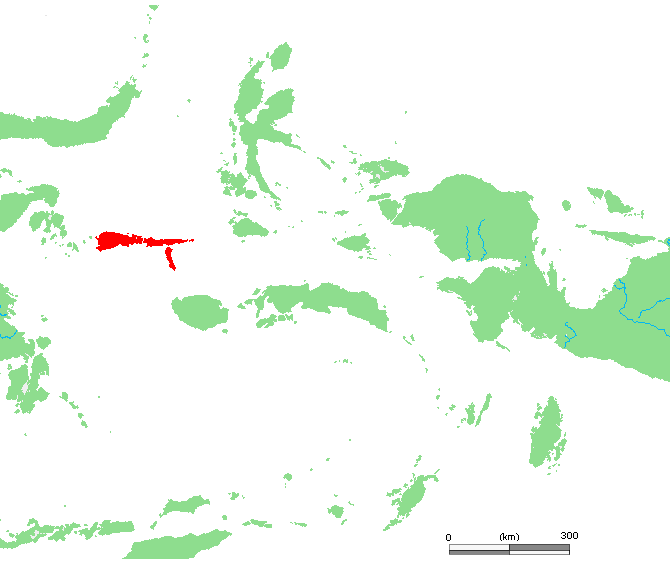
Sulaöarna
Rödmarkerat på kartan.

## Status
IUCN kategoriserar arten som nära hotad, klass NT (near threatened).